# 테이트 테일러
테이트 테일러(영어: Tate Taylor, 1969년 6월 3일 ~ )는 미국의 영화 감독으로 《헬프》(2011), 《겟 온 업》(2014), 《걸 온 더 트레인》(2016) 등의 대표작이 있다. 《윈터스 본》(2010)에서는 배우로도 활동했다.

## 작품 목록

### 연출
- 치킨 파티 (2003)
- 프리티 어글리 피플 (2008)
- 헬프 (2011)
- 겟 온 업 (2014)
- 걸 온 더 트레인 (2016)
- 마 (2019)
- 에이바 (2020)
- 브레이킹 뉴스 인 유바 카운티 (2021)

### 출연
- 로미와 미셀 (1997)
- 혹성탈출 (2001)
- 치킨 파티 (2003)
- 프리티 어글리 피플 (2008)
- 윈터스 본 (2010)
- 마 (2019)